# Ara, o Belo

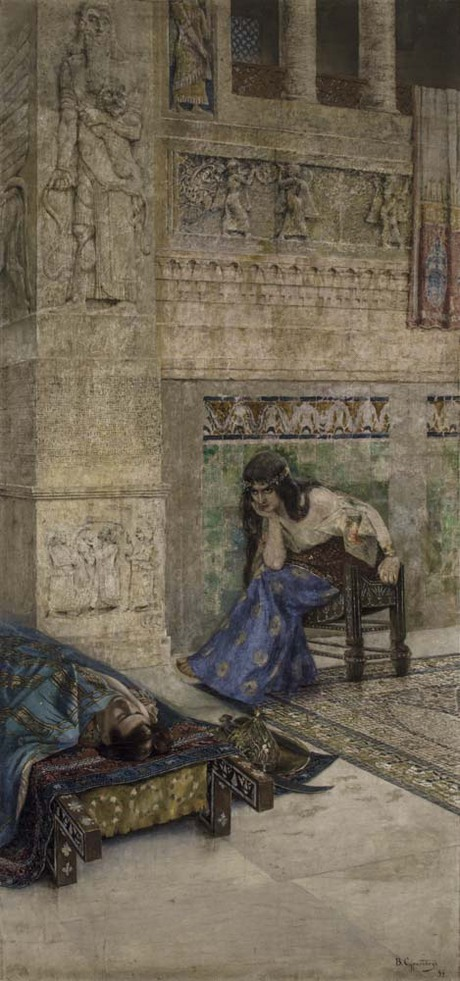
Semíramis encarando o cadáver de Ara, o Belo, em pintura de Vardkes Sureniants

Ara (em armênio/arménio: Արա) ou Arai (Արայ, Aray), dito o Belo (em armênio: Արա Գեղեցիկ; romaniz.: Gełec‘ik), é um herói e rei da tradição épica armênia. Segundo os mitos, era filho do rei Aramo e descendente do patriarca Haico. Os estudiosos acreditam que Ara, Aramo e Haico eram originalmente divindades que mais tarde foram reinterpretadas como heróis lendários humanos. Ara representava um deus agrícola que morria e ressuscitava e acredita-se que tenha incorporado a fertilidade dentro da tríade indo-europeia de soberania, guerra e fertilidade, junto com Haico e Arã. Ara é o tema de uma lenda popular na qual a rainha assíria Semíramis (Xamirã em armênio), desejando o belo rei, trava guerra contra a Armênia para capturá-lo e trazê-lo de volta para ela, vivo. Ara é morto na guerra, e Semíramis tenta trazê-lo de volta à vida.

## Nome
A etimologia do nome Ara é incerta, mas é fonologicamente semelhante aos descendentes armênios do protoindo-europeu *h₂nḗr, como ayr, "homem"; alguns dos derivados desta raiz começam com ar-, como ari, "bravo". O herói do conto popular Ari Armaneli é considerado uma versão de Ara, o Belo. O nome foi comparado com o de Ares, o deus grego da guerra; Ara, uma figura no Avestá; e com Er, um personagem em um conto recontado na República de Platão que retorna dos mortos (veja abaixo). Na tradição armênia, o nome de Ara está conectado com os nomes do monte Ararate, a província de Airarate, e o monte Aragats.

## Origem e paralelos
Os estudiosos acreditam que Ara e outros descendentes do lendário patriarca armênio Haico eram originalmente divindades que mais tarde foram reinterpretadas como heróis humanos lendários. Ara era originalmente um deus que morria e ressuscitava que representava a agricultura e a morte e renascimento sazonais da natureza no inverno e na primavera. Stepan Ahyan e Georges Dumézil afirmam que Haico, Aramo e Ara correspondem à tríade da mitologia indo-europeia, representando soberania, guerra e fertilidade, respectivamente. A rival de Ara, Xamirã, por outro lado, pode ser o reflexo da primeira deusa-mãe armênia, que mais tarde foi dividida nas três deusas do panteão armênio: Anaíte, Astlique e Nane. De acordo com Armen Petrosyan, a morte de Ara nas mãos de Xamirã marca o fim da "era mítica 'sagrada' dos antepassados da Armênia" e o início da "história" na mitologia armênia.

### Paralelos e ecos tardios
Ara é considerado a versão armênia de uma figura masculina mítica comum do Oriente Próximo que é o belo filho ou amante de uma deusa; outras expressões desse mito incluem Istar e Tamuz (Inana e Dumuzide), Afrodite e Adônis, e Cibele e Átis. Também foi comparado com Hermafrodito e Cupido-Eros. Na visão de James R. Russell, a narrativa da lenda de Moisés de Corene em particular é provavelmente uma versão da história de Cibele e seu belo amante e filho Átis, que é morto, mas ressuscita com a chegada da primavera.[a]
No épico histórico armênio posterior conhecido como Guerra da Pérsia (conhecido das Histórias Épicas de Fausto, o Bizantino do século V), Musel I corresponde a Ara, pois é colocado numa torre para ser revivido pelos aralezes míticos. Após a cristianização da Armênia, a reverência a São Sérgio, o General assumiu aspectos do culto anterior de Ara. Acredita-se que o Mer, o Jovem, um dos heróis do épico nacional armênio Temerários de Sassum, esteja conectado à lenda de Ara. Mer entra numa rocha ou caverna para um dia renascer. Ari Armaneli, uma versão popular de Ara, também é confinado a uma rocha (ou transformado em pedra) e mais tarde ganha vida. O historiador do século X Tomás Arzerúnio escreve que uma vila chamada Lesque, perto de Vã, era considerada o local da ressurreição de Ara. A associação entre o nome da vila e a raiz armênia lez, como em lizel, "lamber", em referência à lambida das feridas de Ara pelos aralezes, é clara. Essa tradição ainda era atual entre os habitantes desta vila no século XIX.

### Mito de Er de Platão
Desde o século XIX, os estudiosos têm conectado a história de Ara ao mito de Er, contado na República de Platão (10.614–10.621). A história começa quando um homem chamado Er (em grego clássico:  Ἤρ; gen.: Ἠρός), filho de Armênio (Ἀρμένιος), da Panfília, morre em batalha. Quando os corpos daqueles que morreram na batalha são coletados, dez dias após sua morte, Er permanece incomposto. Dois dias depois, revive em sua pira funerária e conta a outros sobre sua jornada na vida após a morte, incluindo um relato de reencarnação e as esferas celestes do plano astral. O conto inclui a ideia de que pessoas morais são recompensadas e pessoas imorais punidas após a morte. Armen Petrosyan sugere que a versão de Platão reflete a forma original da história onde Er (Ara) ressuscita do túmulo. James R. Russell opina que o Mito de Er extrai de uma versão da história de Ara alterada para corresponder às crenças zoroastristas após a chegada do zoroastrismo à Armênia no Período Aquemênida. Assim, Xamirã e os aralezes são excluídos da história, enquanto a ênfase é colocada na jornada para a vida após a morte e de volta, como na história zoroastrista de Viraz.

### Paralelos históricos
Além do seu lado mitológico, a lenda de Ara e Xamirã pode refletir a realidade histórica dos conflitos entre a Assíria e Urartu. A lendária Xamirã/Semíramis é baseado na histórica rainha assíria Samuramate, que viveu no século IX a.C.. Os estudiosos também notaram a semelhança entre os nomes do pai de Ara, Arã, e do rei urartiano Arame. David Marshall Lang sugere que Arame pode ser identificado com Ara. M. Chahin especula que Ara pode ser identificável com Inuspua, que é mencionado uma vez como filho e cogovernante do rei Menua. No entanto, as associações históricas da lenda foram consideradas acréscimos posteriores a um núcleo mitológico.

## Lenda
De acordo com a lenda contada pelo historiador armênio Moisés de Corene (e a História Primária anônima anteriormente atribuída a Sebeos), Semíramis (Xamirã em armênio) se apaixonou pelo belo rei armênio e pediu-lhe em casamento. Quando Ara recusou, Semíramis, no calor da paixão, reuniu os exércitos da Assíria e marchou contra a Armênia. Durante a batalha, foi vitoriosa, mas Ara foi morto apesar de suas ordens de capturá-lo vivo. Para evitar uma guerra contínua com os armênios, Semíramis, considerada uma feiticeira, pegou seu corpo e orou aos deuses (os aralezes)[b] para ressuscitar Ara dos mortos. Quando os armênios avançaram para vingar seu líder, Semíramis disfarçou um de seus amantes como Ara e espalhou o boato de que os deuses haviam trazido Ara de volta à vida, convencendo os armênios a não continuar a guerra. Em uma tradição persistente, as orações de Semíramis são bem-sucedidas e Ara retorna à vida.

### Genealogia
Na História da Armênia de Moisés de Corene, Ara é apresentado como filho de Aramo e descendente de Haico, o lendário antepassado dos armênios. Moisés escreve que Ara teve um filho chamado Cardos com sua esposa, Nuarde (Nevarde). Mais tarde, foi renomeado Ara por Semíramis por causa do amor dela pelo falecido Ara. Ara/Cardos, que tinha doze anos na época da morte de seu pai, foi nomeado governante da Armênia por Semíramis e mais tarde morreu numa guerra contra ela.
A descendência paterna segundo Moisés de Corene:
1. Haico
2. Armenaco
3. Arameis
4. Amásia
5. Gelâmio
6. Harma
7. Aramo
8. Ara, o Belo

## Descrições populares
Ara e Xamirã são retratados em uma pintura de 1899 de Vardges Sureniants. O autor armênio Nairi Zarian escreveu uma tragédia intitulada Ara Gełetsik baseada na história deles.